# Carex microglochin
Carex microglochin — вид багаторічних трав'янистих рослин родини осокові (Cyperaceae).

## Опис
Кореневища 0,2–4(6) см × 0,5–1 мм. Стебла зазвичай поодинокі, рідко по 2–4 разом, (2)4–23(36) см, із закругленими кутами або циліндричні, гладкі. Листові пластини 1–8(14) см × 0,5–0,8 мм. Колос містить 4–8 тичинкових квіток і 3–10 маточкових, 6–14 × 2–9 (незрілі плоди) або 4–11 (зрілі плоди) мм. Плоди блискучі, 3,5–5(6) мм, конічний дзьоб до 1–1,5 мм, плюс щетина 1–2 мм.

## Поширення
Південна Америка: Аргентина, Болівія, Чилі, Колумбія, Еквадор, Перу, Фолклендські острови; Північна Америка: Гренландія, Канада, США; Європа: Австрія, Естонія, Фінляндія, Франція, Грузія, Німеччина (можливо, зник), Ісландія, Італія, Латвія, Литва, Норвегія, Росія, Польща (можливо, зник), Швеція, Швейцарія, Велика Британія. Азія: Афганістан, Бутан, Індія, Іран, Казахстан, Киргизстан, Китай, Монголія, Непал, Росія, Таджикистан, Туреччина, Узбекистан. Населяє вологі, вапняні, часто оторфовані землі у відкритих пустках, тундрі (часто дуже мокрій або затопленій), низинні просочені неглибокі землі над породою, заболочені субальпійські луки, піщані або щебенисті річкові площини і глинисті або мулисті площини в озерах і морському узбережжі, на висотах 0–3700 м над рівнем моря.

## Підвиди
- subsp. fuegina Kük. — південна частина Південної Америки. 2n = 58.
- subsp. microglochin Wahlenb. — північна частина Північної півкулі. 2n= 48, 50, 56, 58.